# Валері Уд-Маршан
Валері Уд-Маршан (англ. Valérie Hould-Marchand, 29 травня 1980) — канадська синхронна плавчиня.
Призерка Олімпійських Ігор 1996 року.
Переможниця Ігор Співдружності 1998 року.
Переможниця Панамериканських ігор 1999 року.